# Richard Attenborough
Richard Samuel Attenborough (29. kolovoza 1923. – 24. kolovoza 2014.),  engleski glumac, redatelj, producent i intepretator. Attenborough je osvojio Oscara, BAFTA-u i tri  Zlatna globusa.

## Glumačka karijera
Rođen u Cambridgeu, Cambridgeshire, Engleska, školovao se u muškoj školi Wyggeston Grammar School u Leicesteru i na Kraljevskoj akademiji dramskih umjetnosti.
Filmsku karijeru započeo je 1942. ulogom mornara dezertera u filmu Borimo se na moru, ulogom koja će postati zaslužna da ga poslije angažiraju za uloge švercera ili kukavica u filmovima kao što su London pripada meni (1948.), Morning Departure (1950.) i njegovu prvu pravu ulogu u filmu Brighton Rock (1947.) po romanu Grahama Greenea. Tijekom  Drugog svjetskog rata, Attenborough je služio u Kraljevskim zrakoplovnim snagama (RAF).
Sljedećih trideset godina je plodno u britanskoj kinematografiji, a u pedesetima se pojavio u nekoliko uspješnih komedija za Johna i Roya Boultinga, uključujući Private Progress (1956.) i Ja sam dobro, Jack (1959.). Na početku svoje kazališne karijere, Attenborough je nastupio u produkciji Mišolovke Agathe Christie na londonskom West Endu, što će postati jednom od najdužih svjetskih produkcija. I on i njegova žena bili su članovi originalne glumačke postave u produkciji koja se počela prikazivati 1952., a postavlja se i danas.
U šezdesetima je proširio spektar svojih karakternih uloga u filmovima kao što su Seance on a Wet Afternoon (1964.) i Pištolji Batasija (1964.) za koju je osvojio BAFTA-u za najboljeg glumca. 1963. se pojavio u  Velikom bijegu, s nizom renomiranih glumaca, kao vođa eskadrona Roger Bartlett, predsjedatelj odbora za bijeg.
1967. i 1968. je dvaput zaredom osvojio  Zlatni globus kao najbolji sporedni glumac, prvi za  Misiju u Kini sa  Steveom McQueenom, a drugi za Doktora Dolittlea s  Rexom Harrisonom. Treći Zlatni globus će osvojiti 1983., za režiju Gandhija. Nikad nije bio nominiran za Oscara u glumačkim kategorijama.
Nakon nastupa u  Ljudskom faktoru  Otta Premingera 1979. više nije nastupao kao glumac, sve do 1993. i nastupa u ulozi ekscentričnog programera Johna Hammonda u  Jurskom parku  Stevena Spielberga. Sljedeće godine pojavio se u Čudu u 34. ulici kao Kris Kringle. Poslije toga se s vremena na vrijeme pojavljivao u sporednim ulogama uključujući ulogu sir Williama Cecila u povijesnoj drami iz 1998., Elizabeta.

## Producent i redatelj
Attenborough je krajem pedesetih osnovao produkcijsku tvrtku, Beaver Films, s Bryanom Forbesom i počeo graditi status producenta na projektima kao što su Društvo džentlmena (1959.), The Angry Silence (1960.) i Whistle Down the Wind (1961.), nastupivši u prva dva i kao glumac.
Redateljski prvijenac bio je film Oh! Kakav divan rat (1969.) sa zvjezdanom glumačkom postavom, a njegovi glumački nastupi su postali sporadičniji. Kasnije je režirao dva povijesna spektakla: Mladi Winston (1972.), temeljen na ranom životu  Winstona Churchilla i Nedostižni most (1977.), o Operaciji Market Garden u Drugom svjetskom ratu. 1982. je osvojio Oscara za režiju za svoj povijesni spektakl, Gandhi, projekt koji je pokušavao realizirati duže vrijeme. Kao producent filma, osvojio je i Oscar za najbolji film. Posljednji filmovi su mu Chaplin (1992.) s Robertom Downeyjem Jr. u ulozi  Charlieja Chaplina i Shadowlands (1993.), temeljen na vezi  C.S. Lewisa i Joy Gresham. U oba filma je nastupio Anthony Hopkins, koji se pojavio u još tri Attenboroughova filma: Mladi Winston, Nedostižni most i u trileru Čarolija (1978.).

## Obitelj
Od 1945. je oženjen s engleskom glumicom Sheilom Sim. Imaju troje djece. U prosincu 2004., njegova starija kćer, Jane Holland, kao i njezina kćer, Lucy, i njezina svekrva, također Jane, poginuli su tsunamiju u  Indijskom oceanu.
Attenboroughov otac, Drederick Attenborough, je bio ravnatelj Sveučilišnog koledža, Leicester, danas gradskog sveučilišta.
Njegov sin, Michael Attenborough, je također redatelj.
Ima dva mlađa brata, slavnog prirodoslovca sir Davida Attenborougha, i Johna Attenborougha, koji je ostvario karijeru kao prodavač automobila.

## Izabrana filmografija

### Glumac
- 1942. Borimo se na moru
- 1947. Brighton Rock
- 1948. London pripada meni
- 1951. Čarobna kutija
- 1958. Dunkirk
- 1958. More pijeska
- 1959. Društvo džentlmena
- 1959. Ja sam dobro, Jack
- 1963. Veliki bijeg
- 1964. Seance on a Wet Afternoon
- 1964. Puške Batasija
- 1965. Feniksov let
- 1966. Misija u Kini
- 1967. Doktor Dolittle
- 1970. Plijen
- 1975.  Pupoljak
- 1975. Brannigan
- 1979. Ljudski faktor
- 1993. Jurski park
- 1994. Čudo u 34. ulici
- 1996. Hamlet
- 1997. Jurski park: Izgubljeni svijet
- 1998. Elizabeta

### Redatelj
- 1969. Oh! Kakav divan rat
- 1972. Mladi Winston
- 1977. Nedostižni most
- 1978. Čarolija
- 1982. Gandhi
- 1985. A Chorus Line
- 1987. Krik za slobodom
- 1992. Chaplin
- 1993. Shadowlands
- 1996. U ljubavi i ratu

## Vanjske poveznice
- Richard Attenborough u internetskoj bazi filmova IMDb-u (engl.)
- University of Sussex media release about Lord Attenborough's election as Chancellor
- Richard Attenborough Stills & Posters Gallery from the British Film Institute  Arhivirana inačica izvorne stranice od 25. kolovoza 2006. (Wayback Machine)
- Richard Attenborough Centre for Disability and the Arts  Arhivirana inačica izvorne stranice od 9. veljače 2011. (Wayback Machine)